# Lagoa (Algarve)
Lagoa (lɐ'goɐ) è un comune portoghese di 20 651 abitanti situato nel distretto di Faro.

## Storia
Secondo alcune fonti storiche, i primi insediamenti nella zona avvennero lungo i bordi di piccoli laghi o paludi (in portoghese lagoa), che vennero prosciugati per creare un terreno fertile. Esistono molte vestigia preistoriche dei primi insediamenti, tra cui menhir (pietre erette), necropoli funerarie e manufatti che fanno risalire la presenza umana a tempi remoti. Dopo l'era celtiberica, che comprende l'epoca della presenza e della dominazione dei cineti, seguita dall'arrivo dell'Impero romano e poi dei Visigoti, l'intera regione dell'Algarve fu conquistata e governata dagli arabi, quando questi si trasferirono nella penisola iberica nell'VIII secolo.
Quando l'area fu riconquistata a metà del XII secolo dalle forze cristiane provenienti dal nord, fu integrata nel nascente Regno del Portogallo. L'influenza musulmana a Lagoa fu profonda, grazie al ricco patrimonio lasciato, non solo nella vicina Silves (allora capitale della taifa), ma anche a Lagoa, dove il commercio prosperava.
Durante il XIV secolo, una favorevole confluenza di condizioni permise a Lagoa di svilupparsi rapidamente. Tuttavia, gli eventi del terremoto di Lisbona del 1755 lasciarono pochi segni di questo periodo: la ricostruzione cancellò molte delle sue architetture classiche (ne rimangono alcune rare di questo periodo, tra cui le chiese di Estômbar e Porches).
La zona costiera fu per secoli attaccata da pirati barbareschi e corsari, e i responsabili della sicurezza pubblica eressero varie strutture difensive lungo la costa, come le fortezze di Nossa Senhora da Rocha, Carvoeiro e São João de Ferragudo, oltre a vedette e ridotte, come la torre di Lapa o Marinha.
Per un lungo periodo, Lagoa è stata governata all'interno del comune di Silves. Il 16 gennaio 1773, il re Giuseppe I emise un foral (carta) che incorporava il comune di Lagoa, dopo che il suo insediamento principale (Lagoa) era stato elevato al rango di città (portoghese: vila).

## Geografia
Lagoa è delimitata a nord e a est dal comune di Silves, a ovest da Portimão e si affaccia a sud sull'Oceano Atlantico. La città vera e propria si trova a un'altezza compresa tra i 35 e i 59 metri sul livello del mare, con la maggior parte della città che supera i 45 metri.
Lagoa è un comune ricco di spiagge. Negli ultimi decenni sono state notevolmente migliorate, sia in termini di infrastrutture e accesso, sia in termini di qualità dell'acqua e dell'ambiente. Oggi competono con successo con le spiagge più note di Portimão e Albufeira.

## Economia
Le risorse naturali locali hanno contribuito all'attuale struttura economica del comune, con l'agricoltura (in particolare la produzione di frutta e vino), la pesca, l'industria leggera e, più tardi, il turismo che hanno influenzato le attività della regione. L'industria della pesca (nelle comunità di Ferragudo, Benagil, Carvoeiro e Senhora da Rocha), i vigneti e i prodotti tradizionali dell'agricoltura irrigua sono stati le principali fonti di ricchezza della zona fino agli anni Settanta. Spinta dall'abbondanza di pesce, all'inizio del XX secolo l'industria conserviera è stata responsabile di un boom economico che ha portato alla regione una generale prosperità e ricchezza.

## Società

### Evoluzione demografica
| 1801  | 1849  | 1900   | 1930   | 1960   | 1981   | 1991   | 2001   | 2004   |
| 4 913 | 8 232 | 12 135 | 13 088 | 13 846 | 15 635 | 16 780 | 20 651 | 22 658 |

## Freguesias
- Praia do Carvoeiro
- Estômbar
- Ferragudo
- Lagoa
- Parchal
- Porches